# Eugeni II de Toledo
Eugeni de Toledo (Eugenius, vers 605-657) fou bisbe metropolità de Toledo del 646 al 657. Va ser un important poeta en llatí, a més de músic i és considerat un dels Pares de l'Església hispànics. És venerat com a sant per l'Església catòlica.
Una confusió en un relat hagiogràfic del segle ix ha fet que se'l conegui erròniament com a Eugeni III de Toledo. D'altra banda, a partir de la seva figura es va crear, mitjançant un desdoblament, la figura fictícia d'un Sant Eugeni de Toledo que la llegenda diu que va viure al segle i-II.

## Vida
En les seves obres, Eugeni parla de la seva família, que sembla hispanoromana i de Toledo: el seu avi Nicolau, un valent comandant i prudent conseller, i el seu pare Evanci, que potser és el mateix personatge que amb càrrec de senescal signa les actes del VIII Concili de Toledo (653). El seu mestre fou Sant Eladi de Toledo. Era de complexió feble i malaltís i suportava malament els menjars.
Va seguir la carrera eclesiàstica i va anar al monestir de Santa Engracia, a la rodalia de Saragossa, que llavors era un important centre cultural. Hi va estudiar amb Brauli de Saragossa, un dels personatges més cultes del moment. Poc després, el 626, va morir el bisbe de Saragossa Joan i Brauli, que n'era germà, el va succeir. No va tardar a convertir Eugeni, que era un dels seus deixebles, en el seu ardiaca.
El rei Khindasvint va nomenar Eugeni metropolità de Toledo, que va esdevenir Eugeni II de Toledo (a partir de 1148 se l'identifica erròniament com a Eugeni III de Toledo), en succeir Eugeni I de Toledo. Malgrat els precs de Brauli, que gairebé cec havia confiat el govern de la seva seu al seu ardiaca Eugeni i volia que fos el seu successor, la voluntat reial es va imposar, tot i que Eugeni no era d'idees properes al rei.

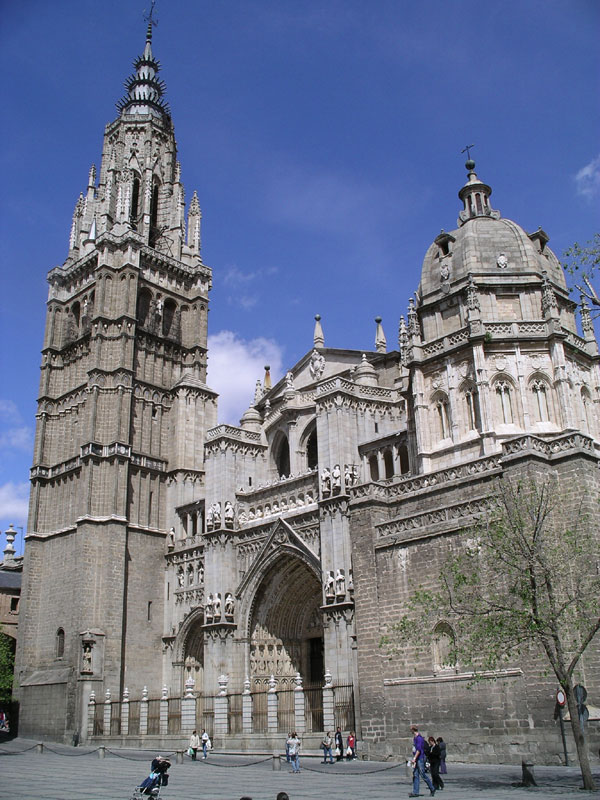
Catedral de Toledo, on hi l'urna amb les restes del sant

Va ser consagrat el 18 d'octubre del 646, data en què va signar les actes del VII Concili de Toledo. També va assistir al VIII Concili de Toledo (653) on es va reconèixer rei Recesvint, successor del seu pare Khindasvint mort el 30 de setembre d'aquell any. El 655 va presidir el IX Concili de Toledo.
Fou mestre de Julià de Toledo, el darrer gran bisbe visigot de Toledo. Va morir a la tardor del 657 i fou enterrat a la Basílica de Santa Leocadia.
El seu cos fou portat a França en temps de Pipí el Breu (per evitar la seva deprecació pels àrabs) a l'abadia de Deuil. Davant del perill de les invasions normandes, el cos d'Eugeni va ser portat a l'abadia de Saint-Denis, on va quedar-s'hi. El 1148, el bisbe Raimundo de Toledo va visitar Saint-Denis i va trobar-hi la tomba del sant bisbe, que havia estat totalment oblidat a Castella. Des de llavors, comencen gestions per a portar el sant cos a Toledo: la mediació d'Alfons VII de Castella va fer que l'abadia donés a Toledo el braç dret del sant, que el 1156 és col·locat a la Catedral.
Finalment, Felip II d'Espanya va aconseguir les restes completes del sant, que el 18 de novembre de 1565 van arribar a la catedral de Toledo, essent instal·lades en una urna d'argent obra de Nicolás de Vergara i Francisco Merino, acabada el 1569.

## Obra
Eugeni va ensenyar gramàtica i teologia, a més de ser conseller de Khindasvit i Recesvint. En la seva obra teològica va sintetitzar el pensament del seu mestre Brauli de Saragossa i de sant Isidor de Sevilla. Va escriure epístoles i una extensa obra poètica. El Libellus diversi carminis metro (Llibret de poemes de metres diversos) conté 22 poemes curts principalment sobre moral religiosa, però també sobre herois, elegíacs, i altres. És especialment conegut el poema Lamentum de adventu propriae senectutis (Plany per l'arribada de la meva vellesa), on tracta de la vellesa i el pas dels temps, amb una gran modernitat.
A més, va revisar i completar l'Hexaemeron de Draconci (Els sis dies [de la Creació]), afegint-hi la part corresponent al setè dia. El seu successor Sant Ildefons li va dedicar un elogi a la seva obra De viris ilustribus. A més, va compondre música i un bon nombre d'himnes i cants litúrgics.
El seu estil literari és natural i planer, amb una exposició fàcil i agradable. Els seus poemes manquen de polidesa i elegància, però tenen força, esperit i alè poètic.

## El Sant Eugeni del segle I
- Article principal: Eugeni de Toledo (màrtir)

A mitjan segle ix va redactar-se una biografia seva a França, la Passio Sancti Eugenii, potser obra d'un monjo de Deuil, on hi havia hagut les seves restes. Aquesta obra, però, crea un nou sant: per explicar la presència de les restes del sant a Saint-Denis, situa Sant Eugeni al segle i i el fa deixeble de Sant Dionís de París (que llavors, per una altra confusió amb Dionís l'Areopagita, es creia que havia viscut al segle i). Segons la narració, va ser enviat a Hispània, va esdevenir el primer bisbe de Toledo (dos segles abans que hi hagués seu episcopal!) i va morir-hi màrtir.
La difusió d'aquesta vida va fer que s'incloguessin al santoral dues figures que, en realitat, corresponien a una mateixa persona: d'una banda, el "nou" Sant Eugeni del segle i, i de l'altre, el sant real del segle VII. A més, en considerar que el primer havia existit i havia estat el primer bisbe Eugeni de Toledo, el sant del segle vii va ser designat com a Eugeni III de Toledo, quan en realitat n'era Eugeni II.